# The Blind Man
The Blind Man est une revue d'art américaine illustrée, publiée par le mouvement Dada à New York en 1917. Elle n'a eu que deux numéros.
Henri-Pierre Roché, Beatrice Wood et Mina Loy ont participé au premier numéro, intitulé Independents' Number.
Walter Arensberg, Gabriële Buffet-Picabia, Robert Carlton, Frank Crowninshield, Charles Demuth, Marcel Duchamp, Charles Duncan, Mina Loy, Louise Norton, Francis Picabia, Joseph Stella, Frances Simpson Stevens, Alfred Stieglitz et Clara Tice ont participé au second.
À la suite du refus d'exposer l'œuvre de Marcel Duchamp, Fontaine dans un salon consacré à l'art contemporain (1917), Stieglitz entreprend aussitôt de photographier l'œuvre et de la publier dans la revue. 